# Diocesi di Helsinki (luterana)
La diocesi di Helsinki (in finlandese Helsingin hiippakunta e in svedese Helsingfors stift) è una  diocesi della chiesa evangelica luterana della Finlandia presieduta dal vescovo di Helsinki, che risiede nella cattedrale di Helsinki.
La diocesi fu istituita nel 1959 dopo la suddivisione dalla diocesi di Tampere e, sebbene ricopra solo l'1% del territorio della Finlandia, raggruppa il 10% della sua popolazione. La diocesi attualmente comprende 30 parrocchie, in seguito all'assegnazione alla diocesi di Espoo della parte occidentale del territorio, avvenuta nel 2002. L'attuale vescovo di Helsinki è Teemu Laajasalo.

## Cronotassi dei vescovi
- Martti Simojoki 1959–1964
- Aarre Lauha 1964–1972
- Aimo T. Nikolainen 1972–1982
- Samuel Lehtonen 1982–1991
- Eero Huovinen 1991–2010
- Irja Askola 2010–2017
- Teemu Laajasalo 2017–in carica